# Лам, Филипп
Фи́липп Лам (нем. Philipp Lahm; род. 11 ноября 1983[…], Мюнхен) — немецкий футболист, защитник и полузащитник. Был капитаном немецкого клуба «Бавария» и сборной Германии, в составе которой стал чемпионом мира.
Лам является воспитанником мюнхенского клуба, в 2001 году он дебютировал в составе «красных», но в основном составе закрепился лишь к 2006 году. С 2011 года является капитаном «Баварии». Под его руководством клуб выигрывал Лигу чемпионов, чемпионат Германии и другие видные трофеи.
С 2004 года выступал в составе сборной Германии, с которой отправлялся на три чемпионата мира и три чемпионата Европы. В 2014 году провёл все 120 минут финального поединка Чемпионат мира по футболу 2014 ЧМ против Аргентины (1:0), после чего объявил о завершении международной карьеры. Филипп является универсальным игроком, он отлично выступает на флангах защиты и в опорной зоне полузащиты. Забивал немного, однако больше всего тренеры ценили в нём лидерские качества, а также возможность организовывать игру своей команды.

## Биография
Лам родился в Мюнхене, ФРГ. Лама можно считать выходцем из спортивной семьи, несмотря на то, что среди его родственников не было выдающихся спортсменов, его отец обожал футбол и всю жизнь играл в составе местной любительской команды. Филипп начинал играть в футбол в мюнхенском районном клубе «Герн», куда его привёл отец. Там же работала и его мать в должности руководителя по детско-юношескому футболу. В 11 лет мальчик становится игроком «Баварии», а одним из его первых тренеров был Херман Хуммельс, отец не менее успешного футболиста Матса Хуммельса, который предрекал ему большое будущее:
«Если Филипп Лам не окажется в Бундеслиге, то ни у одного другого футболиста шансов нет».
В детских и юношеских командах Лам практически всегда был капитаном, сумев дважды взять чемпионский титул молодёжного чемпионата Германии в 2001 и 2002 году. Особенно стоит отметить состав молодёжки баварцев в 2002 году: Бастиан Швайнштайгер, Кристиан Лелль, Михаэль Рензинг, Пётр Троховски. Некоторые из этих игроков так и останутся в составе мюнхенской команды и через 12 лет сумеют завоевать абсолютно все трофеи европейского континента.

## Клубная карьера

### Дубль «Баварии»
Впрочем, победа в юношеском турнире ещё не гарантировало место в основном составе. В 17 лет, в 2001 году Лам стал игроком «Баварии II». Тогдашний её тренер, Герман Герланд до сих пор считает, что Лам самый талантливый игрок, которого он когда-либо тренировал. Филипп дебютировал за «Баварию II» 25 августа 2001 года в пятом туре Региональной лиги (Юг) в матче против «Вакера» из Бургхаузена. Матч завершился со счётом 2:1 в пользу мюнхенцев, на 24-й минуте отличилась живая легенда Мюнхена — Ханс Пфлюглер, чемпион мира 1990 года, вернувшийся в футбол на один сезон, а на 85-й отличился будущий известный игрок Бундеслиги — Звездан Мисимович. Сам же Филипп провёл на поле весь матч. Интересно, что в заявке на чемпионат Лам значился полузащитником, а сезон уже завершал на месте защитника. Здесь он стал типичным фланговым игроком, способным подключаться к атакам своей команды и отрабатывать в обороне. Всего в том сезоне он провёл 27 матчей и забил два мяча: один 1 декабря «Дармштадту», а второй 7 апреля 2002 года «Боруссии» из Фульды. Во втором сезоне Лам уже был капитаном, он сыграл 34 матча и забил один гол в ворота «Боруссии» из Нойнкирхена, а команда завершила чемпионат на высоком 4-м месте.
Филипп быстро попал на заметку к Оттмару Хитцфельду, который тренировал основную команду мюнхенцев. Отмар видел в игроке качества, необходимые для игрока основы и Лам был первый из молодых игроков, готовящийся к главной команде. И 13 ноября 2002 года Лам впервые появился на поле в футболке «Баварии». Для его дебюта был выбран матч против французского «Ланса» в Лиге чемпионов того сезона. Филипп появился на поле в конце матча, на 90-й минуте, заменив Маркуса Фойльнера. Для «Баварии» тот матч уже ничего не значил — групповой турнир был полностью провален ими, к матчу с французами они подошли с одним очком, взятым у оранжевых в первом матче, и разнице мячей 6:10. В итоге матч закончился со счётом 3:3, у Баварии на 6-й минуте забил Нико Ковач, на 20-й гол в свои ворота организовал вратарь французов Вармюз, а на 87-й отличился Фойльнер, заменённый почти сразу после гола на Филиппа.
Во время юношеского футбола Филипп мог играть на позиции опорного полузащитника, правого защитника или полузащитника. Самое главное для него было — играть на фланге. Во время игры за «Баварию-2» Лам стал типичным фланговым защитником, постоянно убегающим в атаку. Так как в те времена правый фланг защиты в «Баварии» был оккупирован Вилли Саньолем, а левый занимал нестареющий Биксант Лизаразю, Филиппу пришлось покинуть клуб и перейти в «Штутгарт», так как шансов заиграть в основе «Баварии» у него не было.

#### Аренда в «Штутгарт»
Летом 2003 года Лам был арендован «Штутгартом» на 2 года. Поначалу на него рассчитывали как на сменщика правого защитника Андреаса Хинкеля, но Феликс Магат, тренировавший тогда «Штутгарт», решил попробовать Лама на других позициях, чтобы не загубить его талант. В итоге, вскоре Филипп вытеснил из основного состава швабов левого защитника Хейко Гербера.
Дебют в «Штутгарте» состоялся 3 августа 2003 года в первом туре Бундеслиги. Тогда «Штутгарт» играл в Ростоке против местной «Ганзы». Филипп вышел на поле на 76-й минуте, заменив при этом полузащитника Сильвио Майсснера. Филипп выходил на замену, в шестом же туре, 20 сентября в матче с дортмундской «Боруссией», он вышел в основе. Тот матч закончился победой «Штутгарта» со счётом 1:0, благодаря голу Кевина Кураньи на 67-й минуте матча, и именно в этом поединке Лам завоевал себе место в основе. А 1 октября 2003 года Лам дебютировал в основном составе «Штутгарта» в Лиге чемпионов. Тот матч швабы сенсационно выиграли у «Манчестер Юнайтед» со счётом 2:1 благодаря голам Кураньи и Собича, Лам же показал отличную игру и был заменён на 71-й минуте уже бывшим игроком основы Хейко Гербером. В том сезоне в Бундеслиге Филипп сыграл 31 игру и забил 1 мяч, а в Лиге чемпионов провёл семь поединков. И наградой в том сезоне было место второго лучшего игрока чемпионата Германии после Аилтона.
Второй сезон в «Штутгарте» выдался трудным для Лама. После чемпионата Европы 2004 года, в котором он принимал участие, ему не хватило времени для восстановления. К тому же у красных сменился тренер: новым наставником стал Маттиас Заммер, который не очень жаловал Филиппа и у которого он не попадал под тактику и построение команды. Всё же Лам успел до рождественского перерыва сыграть 16 матчей, из которых в четырнадцати он выходил в основе. Закончить сезон Филиппу Ламу помешал перелом правой ноги, полученный в январе 2005 года. Таким образом, Лам и вернулся на поле только 9 апреля 2005 года в матче против «Шальке 04», завершившегося победой швабов со счётом 3:0. Но спустя всего пять недель, 17 мая Лам порвал крестообразные связки. Так закончилась его карьера в «Штутгарте».

### Основной состав «Баварии»
В июле 2005 года Филипп вернулся в «Баварию», но играть за неё не мог, так как не успел восстановиться после тяжёлой травмы. Походив около двух месяцев по врачам, Лам потихоньку стал возвращаться в игровой ритм, он посещал тренировки, работая над восстановлением своего организма, играл за вторую команду «Баварии». Первый матч в Бундеслиге сыграл 19 ноября 2005 года против «Арминии» из Билефельда. Поединок закончился победой мюнхенцев со счётом 2:1, Филипп на 64-й минуте заменил Биксанта Лизаразю. По окончании сезона Биксан завершил свою профессиональную футбольную карьеру и место под будущего героя Мюнхена было освобождено.

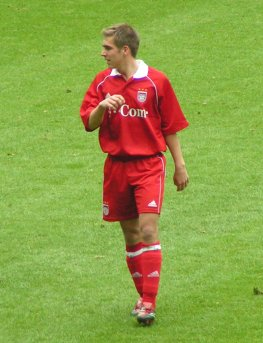
Лам в составе «Баварии» в 2006 году

В качестве основного защитника он начал сезоне 2006/06 и с тех пор больше не выпадал из основы. «Баварию» к этому времени возглавил Феликс Магат, который как никто другой знал на что способен этой игрок. В сезоне 2007/08 Лам провёл на поле 26 матчей Бундеслиги и 9 встреч Лиги чемпионов, причём все матчи начинал со стартового состава и был заменен лишь однажды. В 2008 году «Бавария» выиграл чемпионский титул и кубок страны. Одним из лидеров той команды являлся «волшебный карлик», как его прозвали собственные болельщики. Неудивительно, что к этому времени за воротам «Альянц Арены» выстроилась целая очередь скаутов, желавших заполучить талантливого защитника. В списке претендентов значились «Реал Мадрид» и «Барселона», «Ливерпуль» и «Милан». Однако Филипп остался верен своему клубу, что удивительно, так как «Бавария» в то время с трудом удерживала своих звёзд. Контракт с защитником был продлён до 20 июня 2012 года и не предусматривал какого-либо увеличения зарплаты. В следующем сезоне Филипп Лам провёл на поле все 36 матчей Бундеслиги, что составило 6120 минут. Он забил шесть голов + два гола в рамках кубка страны, установив свой собственный рекорд результативности. Несмотря на подобные достижения защитника, «Бавария» в этом сезоне впервые за долгое время осталась без трофеев. Вскоре после окончания чемпионат Лам, пользовавшийся доверием фанатов, раскритиковал руководство мюнхенской команды за неправильную политику стратегического развития. Возможно, другому игроку это стоило бы карьеры, но не Ламу, который сохранил место в основе, а команда с новым сезоном действительно начала меняться. После ухода Марка Ван Боммела в 2010 году Филипп стал капитаном команды и оставался им вплоть до окончания карьеры. В сезоне 2010/11 футболист очередной раз отметился абсолютно во всех матчах сезона, при этом ни разу не отправившись на замену. Филипп третий раз в карьере стал чемпионом Германии, а также завоевал Суперкубок.
Летом 2011 года «Бавария» продлила своего лидера ещё на четыре года, увеличив его годовой оклад в 2,5 раза. Стоимость Филиппа к этому времени равнялась 35 млн евро и в теории он являлся самым дорогим фланговым защитником мира. Однако уйти из клуба в это время было бы нелогично, поэтому он продолжил трудиться на благо команды и уже в следующем сезона сумел добиться первых успехов на европейской арене. Вместе с баварской командой немец добрался до финала Лиги чемпионов, проведя на поле 1170 минут. В финальной встрече против «Челси» провёл на поле 120 минут и забил свой пенальти в серии послематчевых ударов, однако трофей в итоге все равно был упущен. В следующем сезоне защитник и вся мюнхенская компания упорно работали и достигли финала, где обыграли дортмундскую «Боруссию» (2:1). Капитан по-прежнему появлялся абсолютно во всех матчах, но уже чаще заканчивал игру на скамейке запасных. Тем не менее, его место в финальных встречах Кубка Страны и Лиги чемпионов не обсуждалось, он отбегал данные встречи от свистка до свистка и лично проконтролировал, чтобы его команда выиграла трофеи. В следующем сезоне под руководством Хосепа Гвардиолы проявились диспетчерские качества Филиппа. Он отдал сразу 12 голевых передач, став третьим ассистентом команды и шестым ассистентом Бундеслиги. 18 октября 2014 года Лам оформил первый дубль за «Баварию», поразив ворота «Вердера» (6:0) в рамках 8-го тура Бундеслиги.
8 февраля 2017 года объявил, что по окончании сезона закончит карьеру футболиста. Своё решение об уходе он прокомментировал так:
«Я сообщил представителям клуба, что завершаю карьеру. Мой подход к делу предполагает максимальную отдачу на каждой тренировке и в матчах. До конца сезона я выдержу это, но не смогу делать то же самое потом. Потому и решил уйти из большого футбола. Что же касается поста спортивного директора, то у меня с руководством «Баварии» были конструктивные беседы. Однако я решил, что этот момент ещё не настал. Было ясно, что я не смогу сразу же начать работать на этом посту, мне нужна пауза».
18 апреля 2017 года Филипп провёл свой последний матч в Лиге чемпионов, в котором «Бавария» проиграла мадридскому «Реалу» 4:2 (6:3 по сумме двух матчей) и выбыла из турнира.
Лам стал первым игроком после Оливера Кана, который введён в Зал славы «Баварии». Последним матчем в его карьере стал матч последнего тура Бундеслиги 2016/17 «Бавария» — «Фрайбург» (4:1).

## Карьера в сборной

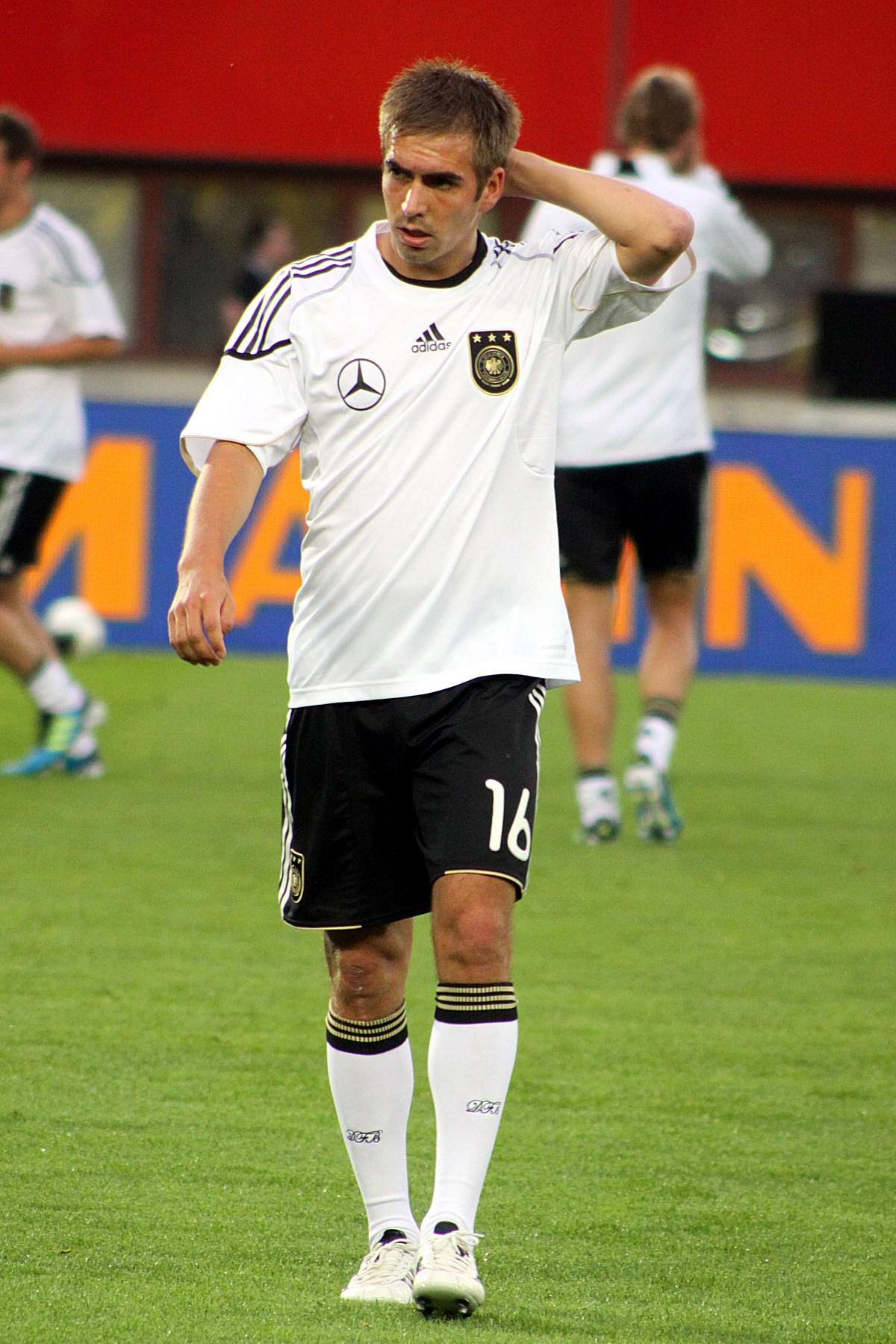
Лам в составе сборной Германии

Будучи игроком молодёжки «Баварии», Лам капитанил в составе сборных Германии до 17 и 21 года. В 2004 году дебютировал в основной команде Бундестим, а уже в 2004 году отправился на чемпионат Европы в Португалию. Первым полноценным турниром в международной карьере Лама стал чемпионат мира 2006 года. Этот турнир Лам начал с гола в ворота Коста-Рики, ставшим первым голом ЧМ-2006. Впоследствии отыграл все матчи своей команды, которая уступила в полуфинале сборной Италии.
После этого турнира место Лама в основе не обсуждалось: в 2008 году он был основным правым защитником Бундестим на чемпионате Европы. В полуфинале он забил победный гол в ворота сборной Турции, однако в перерыве финала против испанцев был заменен из-за полученной травмы, а его команда уступила со счетом 0:1. Поехал в качестве капитана на ЧМ-2010, заменив на этом посту Михаэля Баллака. На этом турнире провёл восемь матчей, но в поединке за третье место остался на скамейке запасных.
В триумфальном чемпионате мира 2014 года провёл абсолютно все встречи сборной Германии, включая 120 минут финального поединка против Аргентины. В полуфинале против бразильцев отдал две голевые передачи. Вскоре после возвращения на родину Лам объявил о завершении карьеры в сборной. К тому времени на его счету было 113 матчей и 5 забитых голов.

## Личная жизнь
Вернувшись 13 июля в Германию после чемпионата мира в ЮАР, Лам на следующий день женился на своей избраннице, 25-летней Клаудии Шаттенберг, с которой он знаком около 10 лет. Свадьба прошла в традиционном баварском стиле в городе Айинг в 25 км от Мюнхена. Торжественное мероприятие посетил мэр городка Йоханн Айхлер. После официальной церемонии бракосочетания Филипп и Клаудия венчались в паломнической церкви Святого Эммерама недалеко от деревенского детского сада. В августе 2012 года супруга подарила футболисту первенца, которого назвали Юлиан. В августе 2017 года у Филиппа и Клаудии родилась дочь Ления.

### Общественная деятельность
Филипп Лам принимает участие в различных социальных проектах. В декабре 2011 года он основал благотворительный фонд своего имени (нем. Philipp Lahm-Stiftung), целью которого является поддержка нуждающихся детей в Германии и в Африке. Кроме того, Фонд Лама принимает участие в проекте «Детские деревни SOS» и в других благотворительных проектах. За свою благотворительную деятельность 30 июня 2009 года Ламу была присуждена награда Bayerischer Sportpreis.
Также Лам принимает активное участие в различных проектах по борьбе с нетерпимостью и гомофобией в спорте. За «особый вклад в укрепление толерантности и борьбу с гомофобией в спорте, особенно в футболе» в июне 2008 года Ламу вместе с футболисткой Таней Вальтер и президентом Немецкого футбольного союза Тео Цванцигером была вручена награда Tolerantia-Preis от берлинского антидискриминационного проекта Maneo.

## Достижения
Командные
«Бавария»
- Чемпион Германии (8): 2005/06, 2007/08, 2009/10, 2012/13, 2013/14, 2014/15, 2015/16, 2016/17
- Обладатель Кубка Германии (6): 2005/06, 2007/08, 2009/10, 2012/13, 2013/14, 2015/16
- Обладатель Кубка немецкой лиги: 2007
- Обладатель Суперкубка Германии (3): 2010, 2012, 2016
- Победитель Лиги чемпионов УЕФА: 2012/13
- Обладатель Суперкубка УЕФА: 2013
- Победитель Клубного чемпионата мира: 2013
- Финалист Лиги чемпионов УЕФА (2): 2009/10, 2011/12
- Итого: 21 трофей

Сборная Германии
- Чемпион мира: 2014
- Вице-чемпион Европы: 2008
- Бронзовый призёр чемпионата мира (2): 2006, 2010
- Бронзовый призёр чемпионата Европы: 2012
- Итого: 1 трофей

Личные
- Входит в состав символической сборной Европы по версии УЕФА (5): 2006, 2008, 2012, 2013, 2014
- Входит в состав символической сборной ФИФА (2): 2013, 2014
- Входит в состав символической сборной Европы по версии ESM (2): 2013, 2014
- Включён в команду десятилетия мира по версии МФФИИС: 2011—2020
- Включён в команду десятилетия Европы по версии МФФИИС: 2011—2020
- Входит в состав символической сборной Лиги чемпионов УЕФА: 2013/14
- Входит в состав символической сборной из лучших игроков за всю историю чемпионатов Европы: 2016
- Входит в команду года Бундеслиги (6): 2009, 2010, 2013, 2014, 2016, 2017
- Входит в символическую сборную Чемпионата Мира 2006 года по версии ФИФА
- Входит в символическую сборную Чемпионата Европы 2008 года по версии УЕФА
- Входит в символическую сборную Чемпионата Мира 2010 года по версии ФИФА
- Входит в символическую сборную Чемпионата Европы 2012 по версии УЕФА
- Футболист года в Германии: 2017
- Член Зала славы «Баварии»: 2017
- Баварский орден «За заслуги»: 2021
- Серебряный лавровый лист (3): 2006, 2010, 2014
- Обладатель Серебряного мяча Клубного чемпионата мира: 2013

## Статистика
| Выступление      | Выступление      | Выступление      | Лига | Лига | Кубок страны | Кубок страны | Кубок лиги | Кубок лиги | Еврокубки | Еврокубки | Прочие | Прочие | Итого | Итого |
| Клуб             | Лига             | Сезон            | Игры | Голы | Игры         | Голы         | Игры       | Голы       | Игры      | Голы      | Игры   | Голы   | Игры  | Голы  |
| ---------------- | ---------------- | ---------------- | ---- | ---- | ------------ | ------------ | ---------- | ---------- | --------- | --------- | ------ | ------ | ----- | ----- |
| Бавария II       | Регионаллига     | 2001/02          | 27   | 2    | 0            | 0            | 0          | 0          | 0         | 0         | 0      | 0      | 27    | 2     |
| Бавария II       | Регионаллига     | 2002/03          | 34   | 1    | 1            | 0            | 0          | 0          | 0         | 0         | 0      | 0      | 35    | 1     |
| Бавария II       | Итого            | Итого            | 61   | 3    | 1            | 0            | 0          | 0          | 0         | 0         | 0      | 0      | 62    | 3     |
| Бавария          | Бундеслига       | 2002/03          | 0    | 0    | 1            | 0            | 0          | 0          | 1         | 0         | 2      | 0      | 4     | 0     |
| Бавария          | Итого            | Итого            | 0    | 0    | 1            | 0            | 0          | 0          | 1         | 0         | 2      | 0      | 4     | 0     |
| Штутгарт         | Бундеслига       | 2003/04          | 31   | 1    | 1            | 0            | 1          | 0          | 7         | 0         | 0      | 0      | 40    | 1     |
| Штутгарт         | Бундеслига       | 2004/05          | 22   | 1    | 2            | 0            | 1          | 0          | 6         | 1         | 0      | 0      | 31    | 2     |
| Штутгарт         | Итого            | Итого            | 53   | 2    | 3            | 0            | 2          | 0          | 13        | 1         | 0      | 0      | 71    | 3     |
| Бавария          | Бундеслига       | 2005/06          | 20   | 0    | 4            | 0            | 0          | 0          | 3         | 0         | 0      | 0      | 27    | 0     |
| Бавария          | Бундеслига       | 2006/07          | 34   | 1    | 3            | 0            | 2          | 0          | 9         | 0         | 0      | 0      | 48    | 1     |
| Бавария          | Бундеслига       | 2007/08          | 22   | 0    | 5            | 0            | 3          | 0          | 10        | 1         | 0      | 0      | 40    | 1     |
| Бавария          | Бундеслига       | 2008/09          | 28   | 3    | 3            | 1            | 0          | 0          | 7         | 0         | 0      | 0      | 38    | 4     |
| Бавария          | Бундеслига       | 2009/10          | 34   | 0    | 6            | 1            | 0          | 0          | 12        | 0         | 0      | 0      | 52    | 1     |
| Бавария          | Бундеслига       | 2010/11          | 34   | 3    | 5            | 0            | 0          | 0          | 8         | 0         | 1      | 0      | 48    | 3     |
| Бавария          | Бундеслига       | 2011/12          | 31   | 0    | 5            | 0            | 0          | 0          | 14        | 0         | 0      | 0      | 50    | 0     |
| Бавария          | Бундеслига       | 2012/13          | 29   | 0    | 5            | 0            | 0          | 0          | 12        | 0         | 1      | 0      | 47    | 0     |
| Бавария          | Бундеслига       | 2013/14          | 28   | 1    | 4            | 0            | 0          | 0          | 12        | 0         | 2      | 0      | 46    | 1     |
| Бавария          | Бундеслига       | 2014/15          | 20   | 2    | 4            | 0            | 0          | 0          | 8         | 0         | 1      | 0      | 33    | 2     |
| Бавария          | Бундеслига       | 2015/16          | 26   | 1    | 6            | 0            | 0          | 0          | 12        | 0         | 1      | 0      | 45    | 1     |
| Бавария          | Бундеслига       | 2016/17          | 26   | 1    | 4            | 1            | 0          | 0          | 7         | 0         | 1      | 0      | 38    | 2     |
| Бавария          | Итого            | Итого            | 332  | 12   | 59           | 3            | 5          | 0          | 114       | 1         | 7      | 0      | 517   | 16    |
| Всего за карьеру | Всего за карьеру | Всего за карьеру | 446  | 17   | 64           | 2            | 7          | 0          | 128       | 2         | 9      | 0      | 654   | 21    |